# Gabriella Pinzari
Gabriella Pinzari (1966) é uma matemática italiana, conhecida por suas pesquisas sobre o problema dos n-corpos.
Pinzari obteve mestrados em física e matemática na Universidade de Roma "La Sapienza" em 1990 e 1996, respectivamente. Obteve um doutorado em 2009 na Universidade de Roma III, orientada por Luigi Chierchia. Em 2013 foi professora da Universidade de Nápoles Federico II, seguindo depois para a Universidade de Pádua.
Foi palestrante convidada do Congresso Internacional de Matemáticos em Seul (2014: Metric stability in the planetary n-body problem, com Luigi Chierchia).